# Lándraves
Lándraves es una localidad del municipio de Valle de Valdebezana, en el norte de la Provincia de Burgos, comunidad autónoma de Castilla y León, en España.

## Contexto geográfico
Está formado por dos barrios; el de la Mota y el de la Iglesia.
Tiene dos ríos afluentes del río Ebro, el Trifón y el Vinagre.

## Patrimonio artístico
Cabe destacar la arquitectura popular montañesa, casas típicas de piedra, algunas de sillería de excelente calidad con balcón largo en la última planta.

## Turismo
Como puntos de interés turístico: el Desfiladero de las Palancas.
- Datos: Q5985238